# John Douglas Cockcroft
Sir John Douglas Cockcroft OM KCB CBE FRS (Todmorden, West Yorkshire, 1897 - Cambridge, 1967) fou un físic anglès guardonat amb el Premi Nobel de Física l'any 1951.

## Biografia
Va néixer el 27 de maig de 1897 a la ciutat anglesa de Todmorden. Estudià a l'escola de secundària de la seva ciutat natal, estudiant posteriorment matemàtiques a la Universitat de Manchester. El 1928, va treballar com a investigador al Saint John's College, càrrec que va ocupar fins a l'any 1946.
John Dogulas Cockcroft morí el 18 de setembre de 1967 a la ciutat de Cambridge.

## Recerca científica
L'any 1932, i en col·laboració amb el físic Ernest Walton, fou el primer a desintegrar un nucli atòmic amb partícules subatòmiques accelerades artificialment. Per a desenvolupar les seves investigacions, van usar un accelerador de partícules que havien desenvolupat per a bombardejar àtoms de liti amb protons, observant com alguns dels àtoms de liti absorbien un protó i es desintegraven en dos àtoms d'heli.
Entre 1941 i 1944, va ser supervisor cap del departament d'Investigació i Desenvolupament de les forces aèries britàniques, i des de 1944 a 1946 va exercir com a director de la divisió d'energia atòmica del Consell d'Investigació Nacional del Canadà.
L'any 1951, fou guardonat amb el Premi Nobel de Física, que va compartir amb Ernest Walton, pels seus treballs sobre la transmutació dels nuclis atòmics mitjançant l'ús de partícules artificialment accelerades.